# 高原秀和
高原 秀和（たかはら ひでかず、1961年11月5日 - ）は、日本の映画監督。

## 来歴
横浜放送映画専門学院中退。18歳からピンク映画の助監督を始め、1985年、弱冠23歳で監督デビュー。その後廣木隆一、中村幻児のもとで助監督を経験し、1990年代に一般劇映画に進出。
劇映画、ドキュメンタリーとジャンルの
垣根を超え活動する。プロレス、ロック音楽ファンとしても知られ、作品に起用、モチーフとした人物を登場させるすることが多く、代表作にも知人の女優、女子プロレスラーを追ったドキュメンタリー作『がむしゃら』がある。
90年代前半にはMAX-A、アトラス21、アリスJAPANなどでアダルトビデオ監督を経験したこともあり、濡れ場の描き方に定評がある。『猥褻ネット集団　いかせて!!』で2003年度ピンク大賞脚本賞受賞。監督作『濡れた愛情 ふしだらに暖めて』がピンク映画ベストテン2019で桃熊賞1位を獲得。

## 人物
感受性を常に豊かにしていたいという意味で「14歳でいたい」と語っている。

## 作品

### 映画（監督作品）
- セクシーアップ桃色乳首（1985年、ミリオンフィルム）- 監督・脚本（吉本昌弘と共同脚本）
- 欲情させられた女（1986年、ミリオンフィルム）- 監督・脚本[5]
- ブルーエクスタシー　ザ・過激（1986年、ミリオンフィルム）- 監督・脚本[6]
- 団地妻　W　ONANIE（1985年10月26日、にっかつ） - 監督（奥出哲雄と共同監督）
- 童貞物語2　チェリーボーイズ（1988年7月30日、バンダイ）[7]
- 新・同棲時代（1991年9月14日、ヘラルドエース）
- Give me a Shake レディースMAX（1997年3月15日、パル企画） - 監督・脚本
- SHINJUKU LOFT BOOTLEG 1999（1999年11月13日、ビジョンスギモト） - 企画・監督、ドキュメンタリー
- セックスの向こう側　AV男優という生き方（2013年2月23日、マクザム） - 監督・構成・撮影（えのき雄次郎と共同監督） ドキュメンタリー[8][9]
- 制服美少女 先生あたしを抱いて（2004年、国映、新東宝映画）[10]
  - つむぎ（2005年、「制服美少女～」の一般公開版）[11]
- ロリ色の誘惑 させたがり（2005年、国映、新東宝映画）[注 1][12]
  - せつな（2005年、一般公開版）
- がむしゃら（2015年3月28日、マクザム） - 監督・撮影・編集[13]

- 溺愛（2017年3月4日、ミューズ・プランニング） - 監督・脚本
- フェチづくし 痴情の虜（2018年3月30日、オーピー映画） - 監督・脚本・編集
- トーキョー情歌 ふるえる乳首（2018年10月19日、オーピー映画） - 監督・脚本・編集
- 焦燥（2019年4月6日、アルゴピクチャーズ）監督・脚本[注 2]（宍戸英紀共同脚本）
- グラグラ（2019年4月6日、アルゴピクチャーズ）監督・脚本[注 2][14]
- まん・なか You're My Rock（2019年8月29日、オーピー映画）監督・脚本
- いつか…（2019年8月23日、オーピー映画）監督・脚本
- 悶憮乱(もんぶらん)の女 ～ふしだらに濡れて～（2020年3月20日、オーピー映画）
- 人妻一番!二人きりトゥナイト（2021年3月12日、オーピー映画）
- 誘い濡れ ～さあやとこはる～（2022年9月16日、オーピー映画）監督
- さあやとこはる 〜forever and ever〜（2023年11月24日、オーピー映画）
- オレとアニキと五人の女たち（2023年12月2日、オーピー映画）
- 引っ越してきました麻美です。（2023年12月3日、オーピー映画）
- 推し、満開（2024年11月29日、オーピー映画）[15]
- はじまらない恋（2024年12月7日、オーピー映画）[16]

### オリジナルビデオ（監督作品）
- スケバン女教師（1996年）
- マルソウ改造自動車教習所（1996年）
- 喧嘩愚連隊（1998年）
- Zero　WOMAN　危ない遊戯（1998年、ビジョンスギモト） - 監督・脚本
- マルソウ改造自動車教習所　疾風怒濤篇（1998年）
- 官能小説夫人（1999年）
- したくてしたくて　たまらないOL（2003年、レジェンド・ピクチャーズ）

### 脚本作品
- 蜜に濡れる女（1984年）
- 猥褻ネット集団　いかせて!!（2003年）
- ガチヤン　ヤン女素手喧嘩・復讐篇（2010年、シネポップ）
- ガチヤン　ヤン女・美優　天上天下唯我独尊篇（2010年、シネポップ）

### 映画（出演作品）
- 踊る乳房（1984年/7月13日、にっかつ） -マコト役[17]
- Danger　de　mort＜ダンジェ＞（1999年5月8日、ギャガ・コミュニケーションズ）
- ペイン（2001年10月27日、アルゴ・ピクチャーズ） - 大人の玩具屋の2代目店長

### 舞台
- lovepunk STAGE4 『DEADEND GIRLS』（2010年）脚本・演出
- lovepunk STAGE7『キックアウト！』（2012年）脚本・演出